# 러시아 스카이 항공
러시아 스카이 항공은 러시아의 항공회사 중의 하나이며, 모스크바의 도모데도보 국제공항이 허브 공항으로 사용하고 있으며 이전 명칭은 이스트라인 항공으로 알려져 있다.

## 역사
1992년 여행사로 설립한 후 1993년 12월 전세기 형태로 항공기를 운항하면서 항공사 체제로 전환하였고 1996년 항공사를 공식 설립하였다. 1997년 현재의 사명으로 변경하고 모스크바에서 동북아시아, 터키, 이탈리아, 독일에 여객수송 및 항공 화물 운송 서비스를 제공하며 특히 러시아에서 최초로 도어 투 도어(door-to-door) 시스템에 의한 화물 배달 서비스 시스템 구축을 완료하였다. UN의 공식 항공기로 UN의 여러 프로젝트에 참가하고 있다. 2000년 이후 공항 설비를 확충하고 해외 항공사들과 승객 유치에 더욱 힘써 왔다. 그러한 노력의 결과로 도모데도보 국제공항은 러시아에서 가장 이용객 수가 많은 공항으로 성장했고 러시아 정부는 세 번째 활주로를 추가로 건설했다. 2005년 VIM 항공이 경영권을 인수했다. 2010년 12월 도모데도보 국제공항의 전기 배선상의 문제점과 혹한으로 인해 운항 차질을 겪었다.

## 보유 기종

### 일류신
- 일류신 Il-86TD 4대

### 투폴레프
- 투폴레프 Tu-154M 1대